# Masevaux
Masevaux är en kommun i departementet Haut-Rhin i regionen Grand Est (tidigare regionen Alsace) i nordöstra Frankrike. Kommunen ligger i kantonen Masevaux som tillhör arrondissementet Thann. År 2018 hade Masevaux 3 341 invånare.

## Befolkningsutveckling
Antalet invånare i kommunen Masevaux
| Referens: INSEE |